# イエロー・マジック・オーケストラ (US版)
『イエロー・マジック・オーケストラ (US版)』 (Yellow Magic Orchestra) は、日本の音楽グループであるイエロー・マジック・オーケストラのデビュー・アルバム『イエロー・マジック・オーケストラ』をリミックスしてアメリカでリリースされたアルバム。
前年にリリースされた「日本版」がアメリカ市場向けにアメリカにて全曲アル・シュミットによってリミックスされ、若干の手直しが加えられている。

## 背景
1枚目のアルバム『イエロー・マジック・オーケストラ』（1978年）をリリースしたイエロー・マジック・オーケストラ（以下、YMO）は同年12月5日に新宿の紀伊國屋ホールにて開催された「フュージョン・フェスティバル」に参加。同ライヴを鑑賞していたA&Mレコードのプロデューサーであったトミー・リピューマは、「私は、この音楽を世界に広めなければならない」と発言し、YMOのアメリカ合衆国への進出が決定した。
同時期にA&Mレコードの日本国内での発売権がキングレコードからアルファレコードへ移譲されたこと、アルファレコード社長であった村井邦彦の「アメリカ進出」という夢を実現させるものであり、契約には「日本人アーティストの海外発売」の項目も含まれていた。A&Mとのコンベンションでは大村憲司、カシオペアと共にYMOも紹介。A&Mが最も注目したのがYMOであった。
その後、YMOは6月20日から6月22日にかけて六本木ピットインにてライブを開催、ゲストとして渡辺香津美、矢野顕子が参加。6月21日には高橋ユキヒロが参加したRAJIEのアルバム『Love Heart』、細野晴臣、坂本龍一が参加した山下達郎のアルバム『GO AHEAD!』がそれぞれリリース。6月25日には細野が参加したムーンライダーズのアルバム『NOUVELLES VAGUES』がリリース。
6月31日には渋谷パンテオンにて開催された「オールナイト・ジャズ・フェスティバル」に坂本が参加、渡辺と共に「東風」を演奏した。

## 録音
リミックス作業は1979年2月12日から16日まで、ハリウッドにあるキャピトルレコード・スタジオにて。リミックス作業には細野も立ち会っている。
ミックスエンジニアはアル・シュミット。アルも含めA&Mレコードのスタッフは誰もYMOの音楽を理解する事が出来ず、オリジナルのミックスを参考にしてリミックス作業を実施。エコー処理に関してはアルが発言権を握り、低音部の処理が強調されフュージョン寄りミックスとなった。これに関し細野は「あれだったら僕は東京ミックスのほうが好きだな」と発言している。
サウンド的な大きな違いは以下の通り。
1. 「Acrobat（アクロバット）」が削除された
2. 「東風 (Tong Poo)」が「Yellow Magic (Tong Poo)」に改題され、吉田美奈子のヴォーカルが加えられた

## リリース
アルファレコードがアメリカのA&Mレコードと契約し、ホライズン・レーベルからリリース。発売日はアメリカでは1979年5月30日、日本では1979年7月25日である。
US版が日本にてアルファレコードよりリリースされるに当たり、オリジナルの『イエロー・マジック・オーケストラ』が廃盤。その結果、次作『ソリッド・ステイト・サヴァイヴァー』がヒットした影響で、ファースト・アルバムはUS版が数多く出回り、一般的にはデビュー・アルバムとして認識されている（「日本版」はその後1982年に再発された。CD化される迄入手困難な状態が続いた）。シングルカットされた「COMPUTER GAME (Theme From The Circus)」が、アメリカでリリースされ、1980年3月15日付の全米シングルチャート(Billboard Hot 100)で60位を記録した。

## アートワーク
ジャケットのイラストレーションはルー・ビーチが担当、ジャケットのデザインから「電線芸者」の異名を持つ。
ジャケット上部の電子回路を思わせる特徴的なロゴは、デヴィッド・アレン（David Allen）による。
ジャケット裏面には、YMOメンバー3人とシンセサイザーの写真を加工したものが印刷されているが、CBCラジオ『電磁マシマシ』2013年6月15日放送のゲスト松武秀樹が、この写真は左右逆のものだったことを明かした。
アメリカ発売時、初回盤ではクリアー・イエロービニールディスク仕様。

## 批評
| 専門評論家によるレビュー | 専門評論家によるレビュー |
| レビュー・スコア         | レビュー・スコア         |
| 出典                     | 評価                     |
| ------------------------ | ------------------------ |
| オールミュージック       | [ 6 ]                    |
| CDジャーナル             | 肯定的                   |

- 音楽情報サイト『オールミュージック』では4点（満5点）を獲得した[6]。

- 音楽情報サイト『CDジャーナル』では、「コンピュータ・サウンドとディスコ・ビート、それにオリエンタルなメロディの融合という、YMOの基本概念が示された記念碑的作品[7]」、「テクノ・ポップというカテゴリーを広めたYMOのエキゾチックな挑戦。（中略）特異な音楽性のヒントにもなっているマーティン・デニーの「ファイアークラッカー」を彼ら流に表現する[8]」と革新性や異国情緒を感じさせる点に関して肯定的な評価を下している。
- 星野源は自身が選曲した細野晴臣が関わった楽曲を集めたコンピレーション・アルバム「Hosono Haruomi Compiled By Hoshino Gen」のブックレットのインタビューで「僕の好みの音像なんです」と語っており、選曲したファースト・アルバムの楽曲は全てこのアメリカ版のミックスで収録された。

## 収録曲
| 全編曲: イエロー・マジック・オーケストラ。 |                                                                                           |                  |                                  |      |
| #                                          | タイトル                                                                                  | 作詞             | 作曲                             | 時間 |
| 1.                                         | 「コンピューター・ゲーム “サーカスのテーマ”」(COMPUTER GAME "Theme From The Circus")      |                  | イエロー・マジック・オーケストラ | 1:46 |
| 2.                                         | 「ファイアー・クラッカー」(FIRE CRACKER)                                                  |                  | マーティン・デニー               | 4:50 |
| 3.                                         | 「シムーン」(SIMOON)                                                                      | クリス・モズデル | 細野晴臣                         | 6:27 |
| 4.                                         | 「コズミック・サーフィン」(COSMIC SURFIN')                                                |                  | 細野晴臣                         | 4:26 |
| 5.                                         | 「コンピューター・ゲーム “インベーダーのテーマ”」(COMPUTER GAME "Theme From The Invader") |                  | イエロー・マジック・オーケストラ | 1:01 |

| #         | タイトル                                                                     | 作詞             | 作曲                             | 時間  |
| --------- | ---------------------------------------------------------------------------- | ---------------- | -------------------------------- | ----- |
| 6.        | 「イエロー・マジック（東風）」(YELLOW MAGIC (TONG POO))                      |                  | 坂本龍一                         | 6:17  |
| 7.        | 「中国女」(LA FEMME CHINOISE)                                                | クリス・モズデル | 高橋ユキヒロ                     | 5:56  |
| 8.        | 「ブリッジ・オーバー・トラブルド・ミュージック」(BRIDGE OVER TROUBLED MUSIC) |                  | イエロー・マジック・オーケストラ | 1:18  |
| 9.        | 「マッドピエロ」(MAD PIERROT)                                                |                  | 細野晴臣                         | 4:04  |
| 合計時間: | 合計時間:                                                                    | 合計時間:        | 合計時間:                        | 36:19 |

## スタッフ・クレジット

### イエロー・マジック・オーケストラ
- 坂本龍一 - キーボード、エレクトロニクス、パーカッション、オーケストレーション
- 高橋ユキヒロ - ドラムス、パーカッション、エレクトロニクス、ヴォーカル
- 細野晴臣 - ベース、エレクトロニクス、キーボード、アレンジメント

### 参加ミュージシャン
- 松武秀樹 - マイクロ・コンポーザー・プログラミング
- 橋本俊一 - ヴォーカル（「シムーン」）
- 高中正義 - エレクトリック・ギター（「コズミック・サーフィン」、「中国女」）
- 吉田美奈子 - バックグラウンド・ヴォーカル（「東風」）
- 布井智子 - セクシー・ヴォイス（「中国女」：本業は当時のアルファレコード社長秘書。フランス語が堪能だった）

### スタッフ
- ハリー細野 - プロデューサー
- 村井邦彦 - エグゼクティブ・プロデューサー
- トミー・リピューマ - スーパー・バイザー
- 吉沢典夫 - レコーディング・エンジニア
- 齊藤篤 - レコーディング・エンジニア
- アル・シュミット - ミックス・エンジニア
- マイク・リース - マスタリング・エンジニア
- 宮住俊介 - レコーディング・コーディネーター
- ローランド・ヤング - アート・ディレクション
- アミー・ナガサワ - デザイン
- チャック・ビーソン - デザイン
- ルー・ビーチ - フロント・カバー・アート
- 鋤田正義 - バック・カバー・アート

## リリース履歴
| No. | 日付           | 国名           | レーベル                       | 規格             | 規格品番   | 最高順位 | 備考                                                                   |
| --- | -------------- | -------------- | ------------------------------ | ---------------- | ---------- | -------- | ---------------------------------------------------------------------- |
| 1   | 1979年5月30日  | アメリカ合衆国 | A&Mレコード                    | LP               | SP-736     | 81位     |                                                                        |
| 2   | 1979年7月25日  | 日本           | アルファレコード               | LP               | ALR-6020   | 20位     |                                                                        |
| 3   | 1984年8月25日  | 日本           | アルファレコード               | CD               | 38XA-20    | -        |                                                                        |
| 4   | 1987年3月25日  | 日本           | アルファレコード               | CD               | 32XA-138   | -        |                                                                        |
| 5   | 1991年         | オーストラリア | Festival Records               | CD               | D30579     | -        |                                                                        |
| 6   | 1992年         | アメリカ合衆国 | Restless Records               | CD               | 79156-2    | -        |                                                                        |
| 7   | 1992年3月21日  | 日本           | アルファレコード               | CD               | ALCA-287   | -        |                                                                        |
| 8   | 1994年6月29日  | 日本           | アルファミュージック           | CD               | ALCA-9038  | -        |                                                                        |
| 9   | 1998年1月15日  | 日本           | アルファミュージック           | CD               | ALCA-5215  | -        |                                                                        |
| 10  | 2000年4月26日  | 日本           | 東芝EMI                        | CD               | TOCT-24246 | -        | 細野晴臣監修、リマスタリング盤、ライナーノーツ：テイ・トウワ、砂原良徳 |
| 11  | 2003年1月22日  | 日本           | ソニー・ミュージックハウス     | CD               | MHCL-204   | 68位     | 坂本龍一監修、紙ジャケット仕様                                         |
| 12  | 2004年         | イギリス       | エピック・レコード             | CD               | 513445 2   | -        | 日本版との2枚組                                                        |
| 13  | 2010年9月29日  | 日本           | ソニー・ミュージックダイレクト | ブルースペックCD | MHCL-20102 | 227位    | 2000年リマスタリング音源、紙ジャケット仕様、スーパーピクチャーCD       |
| 14  | 2018年11月28日 | 日本           | ソニー・ミュージックダイレクト | SACDハイブリッド | MHCL-10108 | -        | 2018年Bob Ludwigリマスタリング音源                                     |